# Федерація футболу Нігерії
Федерація футболу Нігерії (англ. Nigeria Football Federation) — спортивна організація, що займається контролем та управлінням внутрішніми та міжнародними футбольними змаганнями у Нігерії. Формально заснована у 1945 році, національну збірну було створено у 1949 році. Член КАФ з 1959 року. Член ФІФА  з 1960 року. У 1975 році стала членом-засновником Західноафриканського футбольного союзу. Штаб-квартира організації знаходиться у міста Абуджа.
Жіноча збірна Нігерії є 11-разовим чемпіоном Африки. Чоловіча збірна сім разів добиралась до фіналів Кубку африканських націй  і тричі здобувала Кубок( 1980, 1994, 2013)

## Диспут щодо заснування
Вступне вище засідання відбудеться у Health Office на Броад-стріт о 7 годині вечора для обговорення створення Асоціації та узгодження її основних засад. Усі зацікавлені в футболі запрошуються.
Nigerian Football Association

Nigerian Daily Times, 21 серпня 1933 року
Нігерійський футбольний історик Кунле Соладжа відшукав докази того, що Федерацію футболу Нігерії було засновано у 1933 році, а не у 1945, як повідомлялося раніше. Соладжа цитує дві статті Nigerian Daily Times, датовані 21 липня та 21 серпня 1933 року. Перша з них називається «Запропонована футбольна асоціація» (англ. Proposed Football Association, а згодом з'явилося оголошення, що закликає людей взяти участь у відкритій зустрічі.
Представник Футбольної асоціації Англії зі зв'язків з громадськістю Девід Вербер зазначив, що у документах ФАА існують згадки про нігерійську федерацію до 1945 року:
|  | Я можу повідомити, що назва Нігерійська футбольна асоціація вперше з'явилася у «Довіднику ФАА» у сезоні 1938/39 у списку наших дочірніх організацій. Секретарем федерації в той час був Ф. Б. Малфорд з адресою в Лагосі. Оригінальний текст (англ.) I can advise that the name of the Nigeria Football Association first appeared in the ‘FA Handbook’ for the season 1938-39, in the list of our affiliated associations. The NFA Secretary at that time was F.B Mulford, with a Lagos address. |

## Дискваліфікація від ФІФА
Після невдалого виступу чоловічої збірної Нігерії на Чемпіонаті світу 2010, президент країни Гудлак Джонатан заборонив їй брати участь у міжнародних змаганнях протягом двох років. За цей час планувалося провести реформу системи підготовки футболістів. Однак згідно з правилами ФІФА уряд країни не має права втручатися у справи національних футбольних федерацій, тож нігерійцям пригрозили виключенням з лав ФІФА. В підсумку, президент відкликав свій указ і санкції до Нігерії не застосували. Натомість було звільнено трьох представників вищого керівництва федерації.
Восени 2010 року суд Нігерії відсторонив обраних членів виконавчого комітету ФФН від виконання обов'язків, а національний спортивний комітет зняв з посади генерального секретаря федерації. Навіть більше, у чемпіонаті, що стартував 2 жовтня, завдяки рішенню міністра спорту взяли участь чотири команди, що вилетіли до Національної ліги у минулому розіграші. Перераховані вище події змусили ФІФА відсторонити нігерійські клуби та збірні від участі у міжнародних змаганнях допоки скандальні рішення не буде скасовано, а звільнені чиновники не повернуться до виконання своїх обов'язків. Наприкінці жовтня уряд Нігерії повернув на пост генерального секретаря Мусу Амаду та припинив кримінальне переслідування деяких інших чиновників, після чого ФІФА скасувала своє покарання.